# Stina Nilsson
Täpp Karin Stina Nilsson (* 24. Juni 1993 in Malung) ist eine schwedische Skilangläuferin und Biathletin.

## Werdegang

### Skilanglauf
Nilsson nahm bis 2012 an Juniorenwettbewerben teil. Beim Europäischen Olympischen Winter-Jugendfestival 2011 gewann sie den Sprintwettbewerb. Bei den schwedischen Juniorenmeisterschaften 2010 und 2011 holte sie Gold im Sprint. In der Saison 2011/12 nahm sie am Scandinavian-Cup teil, wo sie zwei Sprintwettbewerbe gewinnen konnte. Bei den nordischen Junioren-Skiweltmeisterschaften 2012 in Erzurum holte sie Gold im Sprint und Silber mit der Staffel. Ihr erstes Weltcup-Rennen hatte sie im März 2012 in Drammen. Im Sprintwettbewerb belegte sie den 23. Platz und holte damit ihre ersten Weltcuppunkte. In der ersten Hälfte der Saison 2012/13 nahm sie am Scandinavian-Cup teil. Nach guten Ergebnissen durfte sie im 2013 in Liberec wieder am Weltcup teilnehmen. Sie belegte im Teamsprint zusammen mit Ida Ingemarsdotter den zweiten Platz. Bei den nordischen Junioren-Skiweltmeisterschaften 2013 in Liberec gewann sie Gold im Sprint und mit der Staffel. Bei den nordischen Skiweltmeisterschaften 2013 im Val di Fiemme erreichte sie den fünften Platz im Sprint. Die Saison 2013/14 beendete sie mit dem 12. Platz im Sprintweltcup. Im März 2014 schaffte sie mit dem dritten Platz im Sprint ihren ersten Podestplatz im Weltcup. Bei den Olympischen Winterspielen 2014 in Sotschi gewann sie Bronze im Teamsprint zusammen mit Ida Ingemarsdotter. Im Sprintwettbewerb erreichte sie den 10. Platz.
Zu Beginn der Saison 2014/15 belegte Nilsson den 21. Platz bei der Nordic Opening in Lillehammer. Beim Weltcupsprintrennen in Davos errang sie den zweiten Platz. Es folgten weitere Podestplatzierungen in Otepää mit dem zweiten Platz im Sprint und einem Sieg im Teamsprint und in Östersund ein dritter Platz im Sprint. Bei den Nordischen Skiweltmeisterschaften 2015 in Falun holte sie Silber im Sprint, im Teamsprint zusammen mit Ida Ingemarsdotter und mit der Staffel. Die Saison beendete sie auf dem 12. Platz im Gesamtweltcup, auf dem vierten Rang in der Sprintwertung und auf dem ersten Platz in der U23-Wertung. Zu Beginn der Saison 2015/16 belegte sie den zweiten Platz bei der Nordic Opening in Ruka. Dabei wurde sie bei der Sprint- und der Abschlussetappe jeweils Zweite. Es folgte ein Weltcupsieg im Sprint in Davos und ein dritter Rang im Sprint in Toblach. Die Tour de Ski 2016 beendete sie auf dem 24. Platz. Ihre besten Platzierungen dabei waren zwei sechste Plätze bei Sprints in der Lenzerheide und in Oberstdorf. Beim folgenden Weltcup in Planica siegte sie im Sprint und zusammen mit Ida Ingemarsdotter im Teamsprint. Im Februar 2016 kam sie mit dem dritten Platz beim Sprint in Stockholm erneut aufs Podest. Bei der Ski Tour Canada, die sie vorzeitig beendete, belegte sie bei der Sprintetappe in Gatineau  den zweiten Platz und siegte bei der Sprintetappe in Quebec. Die Saison beendete sie auf dem 11. Platz im Gesamtweltcup, auf dem dritten Rang im Sprintweltcup und wie im Vorjahr auf dem ersten Platz in der U23-Wertung.
Bei der ersten Weltcupstation der Saison 2016/17 in Ruka holte Nilsson im Sprint ihren vierten Weltcupsieg. Es folgte der fünfte Platz bei der Weltcup-Minitour in Lillehammer. Beim Weltcup in La Clusaz wurde sie Dritte mit der Staffel. Die Tour de Ski 2016/17 beendete sie mit vier Etappensiegen auf dem dritten Platz. Im Januar 2017 siegte sie im Sprint in Falun. Auch die folgenden Sprintweltcups in Otepää und in Drammen konnte sie gewinnen. Anfang Februar 2017 wurde sie bei den schwedischen Meisterschaften Zweite im Skiathlon. Beim Saisonhöhepunkt, den Nordischen Skiweltmeisterschaften 2017 in Lahti, holte sie die Silbermedaille mit der Staffel. Zudem belegte sie den 26. Platz im Skiathlon, den 13. Rang über 10 km klassisch und den 12. Platz im Sprint. Zum Saisonende kam sie beim Weltcup-Finale in Québec auf den dritten Platz in der Gesamtwertung. Dabei siegte sie bei der Sprintetappe und errang den dritten Platz bei der Abschlussetappe. Die Saison beendete sie auf dem sechsten Platz im Distanzweltcup, auf dem vierten Rang im Gesamtweltcup und auf dem zweiten Platz im Sprintweltcup. Zu Beginn der Saison 2017/18 siegte sie bei der Sprintetappe beim Nordic Opening und belegte den siebten Gesamtrang. Es folgten weitere Siege im Sprint in Davos und in Planica und ein zweiter Rang in Dresden zusammen mit Hanna Falk im Teamsprint. Bei den Olympischen Winterspielen 2018 in Pyeongchang holte sie die Bronzemedaille im 30-km-Massenstartrennen, jeweils die Silbermedaille mit der Staffel und zusammen mit Charlotte Kalla im Teamsprint und die Goldmedaille im Sprint. Zum Saisonende wurde sie in Lahti und Drammen jeweils Zweite im Sprint und erreichte den 12. Platz im Gesamtweltcup und den zweiten Rang im Sprintweltcup. Ende März 2018 wurde sie in Skellefteå schwedische Meisterin im Sprint.

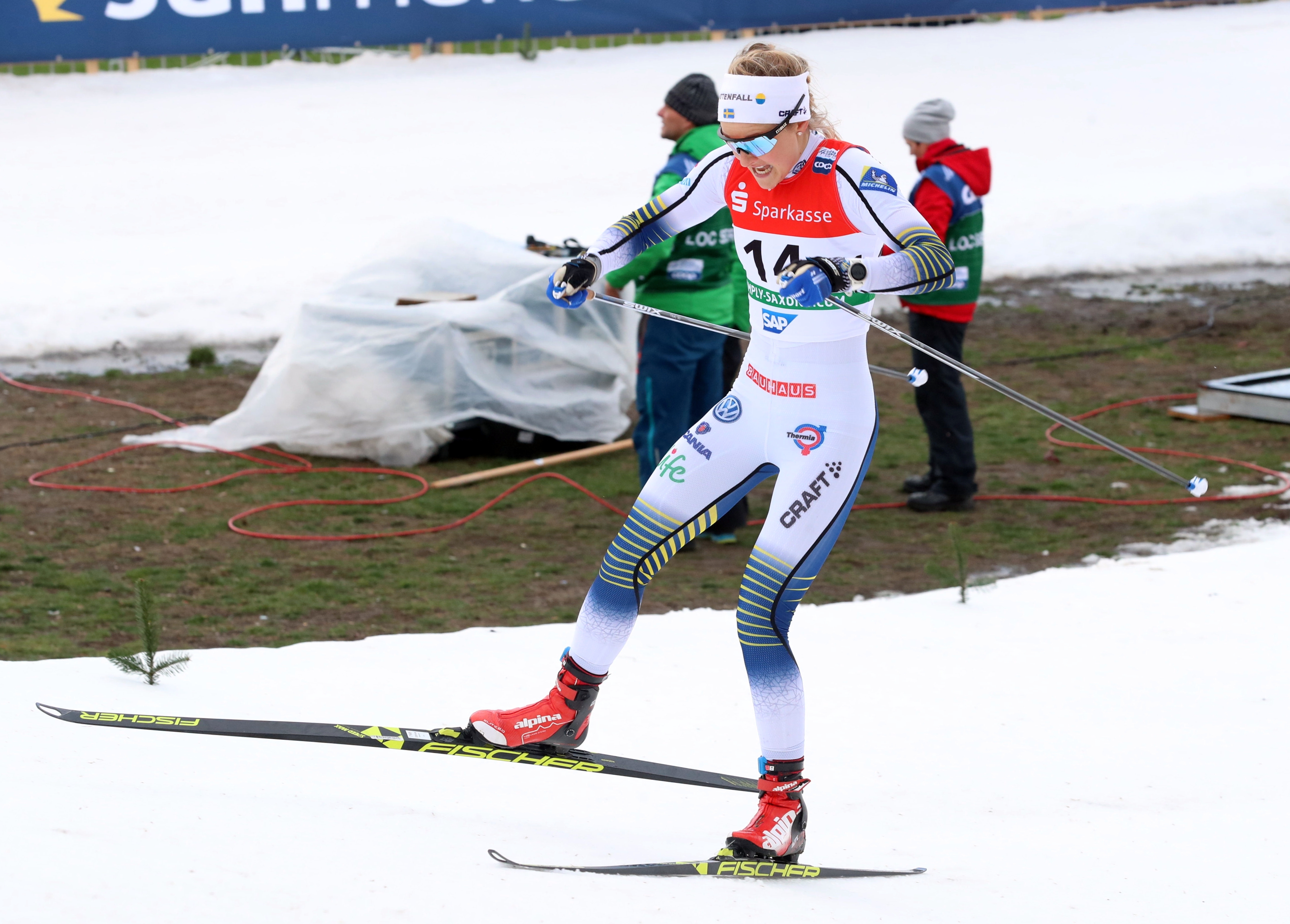
Stina Nilsson (2019)

Nach Platz zwei im Sprint bei der Lillehammer Tour, die sie auf dem sechsten Platz beendete, zu Beginn der Saison 2018/19, gewann Nilsson fünf Sprintrennen im Einzel und in Dresden zusammen mit Maja Dahlqvist den Teamsprint. Beim Saisonhöhepunkt, den Nordischen Skiweltmeisterschaften 2019 in Seefeld in Tirol, holte sie die Silbermedaille im Sprint und jeweils die Goldmedaille im Teamsprint zusammen mit Maja Dahlqvist und mit der Staffel. Beim Weltcupfinale in Quebec gewann sie mit Siegen im Sprint und im Massenstartrennen über 10 km klassisch die Gesamtwertung und erreichte abschließend den fünften Platz im Gesamtweltcup und den ersten Rang im Sprintweltcup. Anfang April 2019 wurde sie zusammen mit Anna Dyvik schwedische Meisterin im Teamsprint.
Im Sommer 2019 zog sich Nilsson in der Vorbereitung auf die Saison 2019/20 einen Rippenbruch zu und musste mehrere Wochen pausieren. Dennoch erreichte sie zu Beginn der Saison in jedem Sprint das Finale und wurde in Planica sowohl im Einzel- als auch im Teamsprint Zweite. Die Tour de Ski brach sie aufgrund erneuter Schmerzen im Rippenbereich nach der ersten Etappe ab. Schließlich wurde ein Ermüdungsbruch diagnostiziert und Nilsson entschied sich im Februar 2020, ihre Saison zu beenden.

### Biathlon
Ende März 2020 gab Stina Nilsson bekannt, dass sie zur Saison 2020/21 zum Biathlon wechselt. Sie erlernte das Schießen bei Jean-Marc Chabloz, wurde sofort in die A-Mannschaft unter der Leitung von Johannes Lukas aufgenommen und trainiert mit dieser in Östersund.
Ihre ersten Wettkämpfe bestritt Nilsson im November 2020 bei der international besetzten Saisoneröffnung des Schwedischen Biathlonverbands in Idre. Dort erreichte sie im Sprint den elften und im verkürzten Einzel den 27. Platz. Im Januar wurde sie für den Auftakt des IBU-Cups 2020/21 am Arber nominiert, wo sie in zwei Sprints nur die Plätze 99 und 69 erreichte. Bei ihrem ersten Biathlon-Weltcup in Nove Mesto erreichte sie mit den Rängen 26 im Sprint und 22 in der Verfolgung auch gleich ihre ersten Punkte-Platzierungen. Im Gesamtweltcup wurde sie 71. Ihre erste Stockerlplatzierung erreichte die Schwedin am 5. März 2022 im finnischen Kontiolathi, als sie im Sprint Dritte vor ihrer Landsfrau Hanna Öberg wurde.

## Erfolge im Skilanglauf

### Siege bei Weltcuprennen

#### Weltcupsiege im Einzel

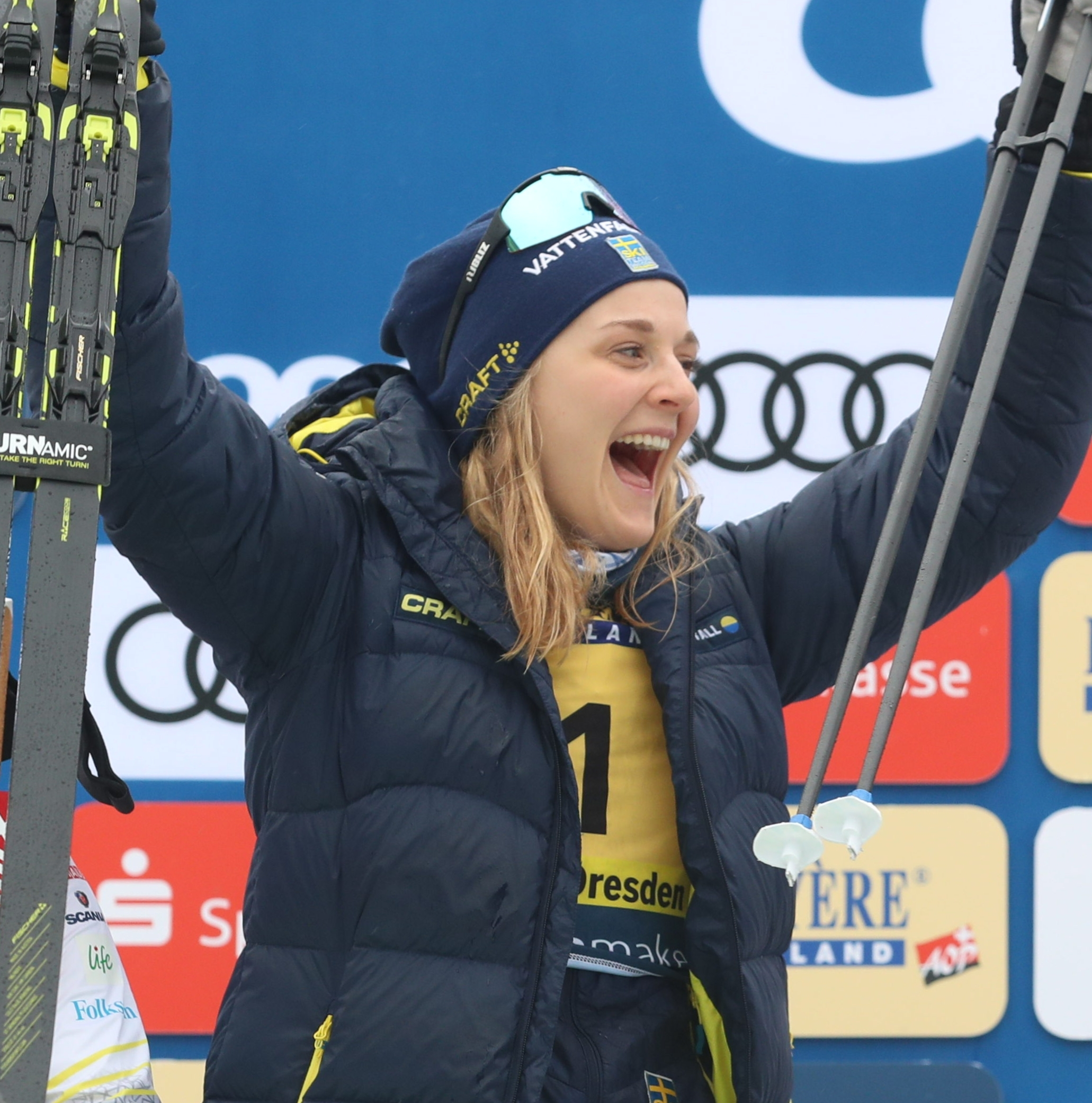
Stina Nilsson bei der Siegerehrung beim Weltcup in Dresden 2019

| Nr. | Datum             | Ort     | Disziplin                    |
| --- | ----------------- | ------- | ---------------------------- |
| 1.  | 13. Dezember 2015 | Davos   | 1,6 km Sprint Freistil       |
| 2.  | 16. Januar 2016   | Planica | 1,2 km Sprint Freistil       |
| 3.  | 26. November 2016 | Ruka    | 1,4 km Sprint klassisch      |
| 4.  | 28. Januar 2017   | Falun   | 1,4 km Sprint Freistil       |
| 5.  | 18. Februar 2017  | Otepää  | 1,3 km Sprint Freistil       |
| 6.  | 8. März 2017      | Drammen | 1,2 km Sprint klassisch      |
| 7.  | 9. Dezember 2017  | Davos   | 1,5 km Sprint Freistil       |
| 8.  | 20. Januar 2018   | Planica | 1,4 km Sprint klassisch      |
| 9.  | 15. Dezember 2018 | Davos   | 1,5 km Sprint Freistil       |
| 10. | 12. Januar 2019   | Dresden | 1,6 km Sprint Freistil       |
| 11. | 16. März 2019     | Falun   | 1,4 km Sprint Freistil       |
| 12. | 24. März 2019     | Québec  | Gesamtwertung Weltcup-Finale |

#### Etappensiege bei Weltcuprennen
| Nr. | Datum             | Ort           | Disziplin                   | Rennen               |
| --- | ----------------- | ------------- | --------------------------- | -------------------- |
| 1.  | 4. März 2016      | Québec        | 1,5 km Sprint Freistil      | Ski Tour Canada 2016 |
| 2.  | 31. Dezember 2016 | Val Müstair   | 1,5 km Sprint Freistil      | Tour de Ski 2016/17  |
| 3.  | 3. Januar 2017    | Oberstdorf    | 10 km Skiathlon             | Tour de Ski 2016/17  |
| 4.  | 4. Januar 2017    | Oberstdorf    | 10 km Freistil Verfolgung   | Tour de Ski 2016/17  |
| 5.  | 7. Januar 2017    | Val di Fiemme | 10 km klassisch Massenstart | Tour de Ski 2016/17  |
| 6.  | 17. März 2017     | Québec        | 1,5 km Sprint Freistil      | Weltcup-Finale 2017  |
| 7.  | 24. November 2017 | Ruka          | 1,4 km Sprint klassisch     | Nordic Opening 2017  |
| 8.  | 29. Dezember 2018 | Toblach       | 1,3 km Sprint Freistil      | Tour de Ski 2018/19  |
| 9.  | 1. Januar 2019    | Val Müstair   | 1,4 km Sprint Freistil      | Tour de Ski 2018/19  |
| 10. | 22. März 2019     | Québec        | 1,6 km Sprint Freistil      | Weltcup-Finale 2019  |
| 11. | 23. März 2019     | Québec        | 10 km klassisch Massenstart | Weltcup-Finale 2019  |

#### Weltcupsiege im Team
| Nr. | Datum           | Ort     | Disziplin                        |
| --- | --------------- | ------- | -------------------------------- |
| 1.  | 18. Januar 2015 | Otepää  | 6 × 1,2 km Teamsprint Freistil 1 |
| 2.  | 17. Januar 2016 | Planica | 6 × 1,2 km Teamsprint Freistil 1 |
| 3.  | 13. Januar 2019 | Dresden | 6 × 1,6 km Teamsprint Freistil 2 |

### Siege bei Continental-Cup-Rennen
| Nr. | Datum           | Ort       | Disziplin        | Serie            |
| --- | --------------- | --------- | ---------------- | ---------------- |
| 1.  | 14. Januar 2012 | Åsarna    | Sprint Freistil  | Scandinavian Cup |
| 2.  | 21. Januar 2012 | Nes       | Sprint klassisch | Scandinavian Cup |
| 3.  | 5. Januar 2013  | Östersund | Sprint klassisch | Scandinavian Cup |

### Siege bei Ski-Classics-Rennen
| Nr. | Datum         | Ort              | Rennen            | Disziplin                   |
| --- | ------------- | ---------------- | ----------------- | --------------------------- |
| 1.  | 2. März 2025  | Sälen–Mora       | Wasalauf          | 90 km klassisch Massenstart |
| 2.  | 15. März 2025 | Rena–Lillehammer | Birkebeinerrennet | 54 km klassisch Massenstart |
| 3.  | 22. März 2025 | Bodø             | Marcialonga Bodø  | 50 km klassisch Massenstart |

## Teilnahmen an Weltmeisterschaften und Olympischen Winterspielen

### Olympische Spiele
- 2014 Sotschi: 3. Platz Teamsprint klassisch, 10. Platz Sprint Freistil
- 2018 Pyeongchang: 1. Platz Sprint klassisch, 2. Platz 10 km Freistil, 2. Platz Teamsprint Freistil, 2. Platz Staffel, 3. Platz 30 km klassisch Massenstart, 10. Platz 15 km Skiathlon

### Nordische Skiweltmeisterschaften
- 2013 Val di Fiemme: 5. Platz Sprint klassisch
- 2015 Falun: 2. Platz Sprint klassisch, 2. Platz Staffel, 32. Platz Teamsprint Freistil
- 2017 Lahti: 2. Platz Staffel, 4. Platz Teamsprint klassisch, 12. Platz Sprint Freistil, 13. Platz 10 km klassisch, 26. Platz 15 km Skiathlon
- 2019 Seefeld in Tirol: 1. Platz Staffel, 1. Platz Teamsprint klassisch, 2. Platz Sprint Freistil

## Statistik

### Skilanglauf

#### Weltcup-Statistik
Die Tabelle zeigt die erreichten Platzierungen im Einzelnen.
- 1.–3. Platz: Anzahl der Podiumsplatzierungen
- Top 10: Anzahl der Platzierungen unter den ersten zehn
- Punkteränge: Anzahl der Platzierungen innerhalb der Punkteränge
- Starts: Anzahl gelaufener Rennen in der jeweiligen Disziplin
- Hinweis: Bei den Distanzrennen erfolgt die Einordnung gemäß FIS.

| Platzierung               | Distanzrennen a | Distanzrennen a | Distanzrennen a | Distanzrennen a | Distanzrennen a | Skiathlon Verfolgung | Sprint | Etappen- rennen b | Gesamt | Team   | Team    |
| Platzierung               | ≤ 5 km          | ≤ 10 km         | ≤ 15 km         | ≤ 30 km         | > 30 km         | Skiathlon Verfolgung | Sprint | Etappen- rennen b | Gesamt | Sprint | Staffel |
| ------------------------- | --------------- | --------------- | --------------- | --------------- | --------------- | -------------------- | ------ | ----------------- | ------ | ------ | ------- |
| 1. Platz                  |                 | 2               |                 |                 |                 | 2                    | 18     | 1                 | 23     | 3      |         |
| 2. Platz                  |                 |                 |                 |                 |                 | 1                    | 8      | 1                 | 10     | 3      |         |
| 3. Platz                  |                 |                 |                 |                 |                 | 1                    | 5      | 2                 | 8      |        | 1       |
| Top 10                    | 2               | 6               | 1               |                 |                 | 9                    | 48     | 7                 | 73     | 7      | 1       |
| Punkteränge               | 7               | 16              | 2               |                 |                 | 16                   | 53     | 10                | 104    | 8      | 1       |
| Starts                    | 9               | 20              | 2               | 1               |                 | 19                   | 57     | 11                | 119    | 8      | 1       |
| Stand: Saisonende 2019/20 |                 |                 |                 |                 |                 |                      |        |                   |        |        |         |

#### Weltcup-Gesamtplatzierungen
| Saison  | Gesamt | Gesamt | Distanz | Distanz | Sprint | Sprint |
| Saison  | Punkte | Platz  | Punkte  | Platz   | Punkte | Platz  |
| ------- | ------ | ------ | ------- | ------- | ------ | ------ |
| 2011/12 | 8      | 93.    | -       | -.      | 8      | 63.    |
| 2012/13 | 51     | 67.    | -       | -       | 51     | 38.    |
| 2013/14 | 182    | 35.    | 10      | 72.     | 172    | 12.    |
| 2014/15 | 427    | 12.    | 62      | 41.     | 345    | 4.     |
| 2015/16 | 995    | 11.    | 205     | 23.     | 602    | 3.     |
| 2016/17 | 1434   | 4.     | 467     | 6.      | 520    | 2.     |
| 2017/18 | 650    | 12.    | 83      | 33.     | 495    | 2.     |
| 2018/19 | 1072   | 5.     | 166     | 20.     | 626    | 1.     |
| 2019/20 | 251    | 29.    | 36      | 46.     | 167    | 16.    |

### Biathlon

#### Weltcup-Statistik
Die Tabelle zeigt alle Platzierungen (je nach Austragungsjahr einschließlich Olympische Spiele und Weltmeisterschaften).
- 1.–3. Platz: Anzahl der Podiumsplatzierungen
- Top 10: Anzahl der Platzierungen unter den ersten zehn (einschließlich Podium)
- Punkteränge: Anzahl der Platzierungen innerhalb der Punkteränge (einschließlich Podium und Top 10)
- Starts: Anzahl gelaufener Rennen in der jeweiligen Disziplin
- Staffel: inklusive Mixed- und Single-Mixed-Staffeln

| Platzierung              | Einzel | Sprint | Verfolgung | Massenstart | Staffel | Gesamt |
| ------------------------ | ------ | ------ | ---------- | ----------- | ------- | ------ |
| 1. Platz                 |        |        |            |             |         |        |
| 2. Platz                 |        |        |            |             |         |        |
| 3. Platz                 |        |        |            |             |         |        |
| Top 10                   |        |        | 1          |             |         | 1      |
| Punkteränge              |        | 3      | 3          | 1           |         | 7      |
| Starts                   | 1      | 4      | 3          | 1           |         | 9      |
| Stand: 31. Dezember 2021 |        |        |            |             |         |        |